# Kaymazyayla, Mahmudiye
Kaymazyayla là một xã thuộc huyện Mahmudiye, tỉnh Eskişehir, Thổ Nhĩ Kỳ. Dân số thời điểm năm 2011 là 156 người.